# 王守清
王守清（1954年—），生於福建省古田縣，1978年移居香港。香港知名畫家、現代藝術家。其大型作品在香港中環港鐵站中央大堂長期展出，畫作亦被多間藝術館及藏家收藏。由於年幼時在鄉村長大，觸發了他對大自然的關注及熱愛。旅遊寫生和繪畫是他生活之全部，長期以來他把旅遊所得的經驗、生活都記錄在他的作品中。

## 生平
- 1987年 於英國倫敦中央藝術學院進修。
- 1989 - 1992 年 就讀於英國倫敦溫布頓藝術學院; 為學院學士。
- 1994年 為香港市政局視覺藝術中心導師。
- 1995年 參與香港藝術發展局和英國文化協會合辨之“藝術家留駐計劃”及香港芭蕾舞團合辦之“藝術家留駐計劃”。
- 1997年 參與香港藝術發展局和香港藝術中心合辦之“藝術家留駐計劃”。
- 1999年 策劃《香港當代中青年畫家代表作展》於香港藝術中心。
- 2001-2002 任香港藝術公社董事主席、國際藝術村Res Artist中國區主席及香港《視藝雜誌》發行人。

## 個展
- 1992 於Modern College，英國倫敦溫布頓藝術局主辦。
- 1993 於香港藝術中心，雙樂書畫主辦。
- 1994 於香港藝術中心包氏畫廊。
- 1995 於香港視覺藝術中心。
- 1996 於香港7畫廊。
- 1998 於香港藝術中心及香港藝穗會。
- 1999 於香港葵里畫廊。
- 2000 於香港大學
- 2005 於香港藝穗會，藝穗會主辦。
- 2010 於香港利榮堂 （页面存档备份，存于）
- 2021 於香港中環明畫廊。

## 聯展
- 1981 《香港藝術雙年展》於香港大會堂。
- 1991 《搜索比賽展》於英國倫敦米亞畫廊。
- 1992 《萊爾比賽展》於英國倫敦米亞畫廊。
- 1997 《中國藝術大展 - 當代油畫藝術展》於中國上海劉海栗美術館。
- 1998 《香港當代油畫邀請展》於香港藝術中心。
- 1999 《乙城節裝置展》於香港藝術公社。
- 2000 《中德藝術家交流展》於北京德國領事館及廣東美術館。《走出西藏》多媒體展於香港藝穗會。應法國文化部及美術雜誌邀請，參加《世界藝術大展》於巴黎博物館。
- 2001 《兩岸三地藝術家工作室文件與作品展》於香港光華新聞文化中心。《國際中國幗雙年展》於中國大連。《香港水墨畫展》於日本。《"O" 畫派現代中國畫展》於中國山東美術館。《第十六屆亞洲國際藝術展》於香港中央圖書館及廣東美術館。
- 2002 《香港藝術雙年展》於香港藝術館。《第三屆深圳國際水墨雙年展》於中國深圳關山月美術館。
- 2003 《第三屆中國油畫展》於香港大會堂、中國北京美術館。《香港及韓國漢城藝穗節水墨作品展》於香港藝穗會及韓國首爾。
- 2004 《王守清創作室成員展》於香港藝穗會。《第四屆深圳國際水墨雙年展》於中國深圳美術館。《第十屆全國美展》於中國北京。《傅抱石獎 - 南京水墨傳媒三年展》於南京。
- 2006 《第五屆深圳國際水墨雙年展》於中國深圳美術館。
- 2007  策劃《香港當代藝術邀請展》於香港大會堂低座。《德國交流展》於德國溫那索夫政府展覽館。
- 2008 《再發現‧香港當代藝術》於香港。《新水墨藝術 - 創造‧超越‧翱翔》於香港藝術館。《第六屆深圳國際水墨雙年展》於中國深圳美術館。《中國誠信畫廊精品巡迴展》於香港。
- 2009 《第四屆亞洲國際藝術古董展》於香港。《第十二屆北京國際藝術博覽會》於北京。第一屆檳州國際藝術節《100名國際傑出畫家展》於馬來西亞檳城。《中國誠信畫廊精品巡迴展》於香港。《具象+ 抽象 - 香港當代油畫展》於香港。《嘉德秋天拍賣會展覽》於北京。《保利秋天拍賣會展覽》於北京。《香港‧水‧墨‧色 - 2009中國繪畫展》於香港中央圖書館。《水墨當代: 回歸實驗》於香港藝術公社。《遊子天涯，情繫海西 - 天趣海外傑出藝術家作品巡迴展》於福建省美術館及夏門美術館。
- 2010 《中國觸覺 - 香港‧水墨》於北京中華世紀壇。《2010 穗港澳油畫巡迴展》於香港、廣州 、澳門。 上海世博《繼承與創造 - 水墨對水墨展》於上海美術館。《情繫香港 - 天趣當代藝術》於香港大會堂。

## 獎項
- 1997 獲香港藝術發展局視覺發展獎。
- 2003 獲第三屆中國油畫藝術獎。